# 김지길
김지길(金知吉, 1927년 ~ 2010년)은 대한민국의 목사이다. 

## 생애
감리교신학대를 졸업했다. 1965년부터 1993년까지 아현교회에서 목회했다. 한국기독교교회협의회 회장을 지냈다. 